# Lilium monadelphum
Lilium monadelphum là một loài thực vật có hoa trong họ Liliaceae. Loài này được M.Bieb. miêu tả khoa học đầu tiên năm 1808.